# Georg I. (Waldeck-Pyrmont)

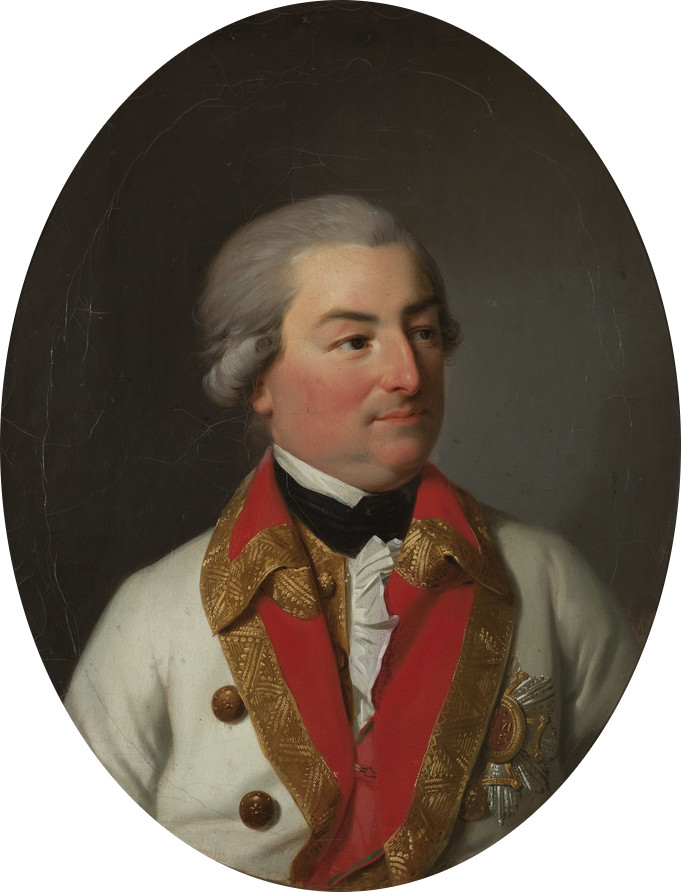
Fürst Georg I. von Waldeck-Pyrmont

Fürst Georg I. von Waldeck und Pyrmont (* 6. Mai 1747 in Arolsen; † 9. September 1813 in Pyrmont) war von 1805 bis 1813 Graf von Pyrmont und nach dem Tod seines Bruders Friedrich Karl August von 1812 bis 1813 Fürst von Waldeck und Pyrmont.

## Leben

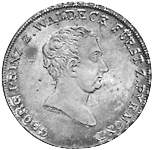
Münze von Georg I.

Georg I. war Sohn des Fürsten Karl August Friedrich von Waldeck (1704–1763) und der Christiane (1725–1816), Tochter des Pfalzgrafen Christian III. zu Birkenfeld. Damit gehörte er dem Haus Waldeck an. Am 24. September 1812 wurde er souveräner Fürst von Waldeck, Pyrmont und Rappoltstein. Georg trat, wie auch sein Bruder Friedrich Karl August, im April 1807 dem Rheinbund bei, womit sowohl die Grafschaft Pyrmont als auch das Fürstentum Waldeck davor bewahrt blieben, wie die benachbarten Staaten im napoleonischen Königreich Westphalen aufzugehen.

## Ehe und Nachkommen
Er heiratete am 12. September 1784 in Otterwisch Auguste (1768–1849), Tochter des Fürsten August II. von Schwarzburg-Sondershausen, und hatte mit ihr die folgenden Kinder:
- Christiane Friederike Auguste (1787–1806), Äbtissin von Schaaken
- Karl (1788–1795)
- Georg II. (1789–1845), Fürst zu Waldeck und Pyrmont
- Friedrich Ludwig Hubert (1790–1828), Graf von Waldeck; ⚭ 1816 Ursula Polle (1790–1861, 1843 zur „Gräfin von Waldeck“ erhoben)
- Christian (1792–1795)
- Auguste (1793–1794)
- Johann Ludwig (1794–1814)
- Ida Caroline Luise (1796–1869); ⚭ 1816 Fürst Georg Wilhelm zu Schaumburg-Lippe
- Wolrad (1791–1821)
- Mathilde (1801–1823); ⚭ 1817 Prinz Eugen von Württemberg (1788–1857)
- Karl Christian (* 12. April 1803; † 19. Juli 1846); ⚭ 13. März 1841 Gräfin Amalie zur Lippe-Biesterfeld (1814–1879)
- Karoline (1804–1806)
- Hermann (1809–1876); ⚭ 1833 Gräfin Agnes Teleki von Szék (1814–1896)